# Eniem
Eniem (ros. Энем) – osiedle typu miejskiego w Rosji, w Adygei.

## Demografia
- 2010 – 17 890[2]
- 2021 – 20 310[1]